# Julija Anatoljewna Liwinskaja
Julija Anatoljewna Liwinskaja (russisch Юлия Анатольевна Ливинская, wiss. Transliteration Julija Anatol'evna Livinskaja; * 31. Juli 1990 in Trjochgorny) ist eine ehemalige russische Freestyle-Skierin. Sie startete in der Disziplin Skicross und nahm an zwei Olympischen Winterspielen sowie drei Freestyle-Skiing-Weltmeisterschaften teil.

## Werdegang
Liwinskaja belegte bei den Juniorenweltmeisterschaften 2006 in Krasnoe Ozero den 11. Platz und bei den Juniorenweltmeisterschaften 2007 in Airolo den 15. Rang. In der Saison 2008/09 gewann sie bei der Winter-Universiade 2009 in Yabuli die Bronzemedaille und nahm in Grindelwald erstmals am Freestyle-Skiing-Weltcup teil, wobei sie den 41. Platz errang. In der folgenden Saison siegte sie beim Nor-Am-Cup in Lake Placid und kam bei den Olympischen Winterspielen 2010 in Vancouver auf den 32. Platz. Nachdem Plätzen zwei und eins beim Australian-New-Zealand-Cup am Mount Hotham zu Beginn der Saison 2010/11, holte sie bei den Juniorenweltmeisterschaften 2010 in Cardrona die Bronzemedaille und errang bei den Weltmeisterschaften 2011 in Deer Valley den 20. Platz. Zudem wurde sie russische Meisterin. In der Saison 2011/12 erreichte sie mit zehnten Plätzen in Blue Mountain sowie in Branäs ihre ersten Top-Zehn-Platzierungen im Weltcup und fuhr damit auf den 20. Platz im Skicross-Weltcup. Außerdem siegte erneut bei den russischen Meisterschaften. Bei den Weltmeisterschaften im März 2013 in Voss belegte sie den 23. Platz und bei den Olympischen Winterspielen 2014 in Sotschi den 11. Rang. In der Saison 2014/15 kam sie Weltcup dreimal unter den ersten Zehn und erreichte mit dem vierten Platz in Åre ihre beste Platzierung sowie zum Saisonende mit dem 13. Platz im Skicross-Weltcup ihr bestes Gesamtergebnis. Beim Saisonhöhepunkt, den Weltmeisterschaften 2015 am Kreischberg, errang sie den 20. Platz. In der folgenden Saison belegte sie im Europacup mit vier Top-Zehn-Platzierungen, darunter je einen zweiten und ersten Platz, den neunten Platz in der Skicross-Wertung und absolvierte in Arosa ihren 68. und damit letzten Weltcup, welchen sie auf dem 20. Platz beendete.

## Erfolge

### Olympische Spiele
- 2010 Vancouver: 32. Platz Skicross
- 2014 Sotschi: 11. Platz Skicross

### Weltmeisterschaften
- 2011 Deer Valley: 20. Platz Skicross
- 2013 Voss: 23. Platz Skicross
- 2015 Kreischberg: 20. Platz Skicross

### Weltcupwertungen
| Saison  | Gesamt | Gesamt | Skicross | Skicross |
| Saison  | Platz  | Punkte | Platz    | Punkte   |
| ------- | ------ | ------ | -------- | -------- |
| 2009/10 | 106.   | 3      | 41.      | 37       |
| 2010/11 | 80.    | 7      | 26.      | 77       |
| 2011/12 | 64.    | 14     | 20.      | 137      |
| 2012/13 | 145.   | 5      | 32.      | 49       |
| 2013/14 | 146.   | 6      | 29.      | 64       |
| 2014/15 | 50.    | 19,45  | 13.      | 214      |
| 2015/16 | 105.   | 8,17   | 23.      | 98       |

### Europacup
- 2 Podestplätze, davon 1 Sieg

### Winter-Universiade
- Yabuli 2009: 3. Platz Skicross

### Juniorenweltmeisterschaften
- Krasnoe Ozero 2006: 11. Platz Skicross
- Airolo 2007: 15. Platz Skicross
- Cardrona 2010: 3. Platz Skicross

### Weitere Erfolge
- 2 russische Meistertitel (2011, 2012)
- 1 Sieg im Nor-Am-Cup
- 2 Podestplätze, davon 1 Sieg im Australian-New-Zealand-Cup
- 1 Podestplatz im South-American-Cup